# Mikadono Sanshimai wa Angai, Choroi
«Mikadono Sanshimai wa Angai, Choroi» (яп. 帝乃三姉妹は案外、チョロい。, Mikadono Sanshimai wa Angai, Choroi, досл. «Три сестри Мікадоно на диво прості») — манґа, написана та ілюстрована Аєю Хіракавою. Серіалізується у сьонен журналі «Weekly Shōnen Sunday» видавництва Shogakukan з грудня 2021 року. Аніме-серіал, адаптований студією P.A. Works, відбува премєру в липні 2025 року.

## Сюжет
Юу Аясе — старшокласник, який намагається відповідати спадщині своєї покійної матері, актриси. Через деякий час після смерті матері Юу потрапляє під опіку заможної родини Мікадоно і починає жити з трьома талановитими сестрами: Кадзукі, актрисою-початківицею, Ніко, перспективною майстринею бойових мистецтв, і Мівою, вундеркіндом у шьоґі. Проводячи час разом як сім'я, три сестри проникаються симпатією до Юу і відчувають до нього романтичні почуття.

## Персонажі
Аясе Юу (яп. 綾世 優, Ayase Yū)
Сейю: Мінамі Хіната
Учень другого року старшої школи Академії Сайка. Виріс у неповній сім'ї, ніколи не знав свого батька. Після смерті його матері, відомої актриси Субару Аясе, його взяли під опіку близькі друзі матері, родина Мікадоно. На відміну від матері, він не має жодних особливих талантів, навичок і є звичайною людиною, єдине, що він успадкував від неї, — це приваблива зовнішність. Однак він має сильну ментальну стійкість проти тих, хто очікує від нього більшого через його сімейне походження. Добре справляється з домашніми справами, особливо з прибиранням і приготуванням їжі. У питаннях кохання він дуже скромний.
Мікадоно Кадзукі (яп. 帝乃 一輝, Mikadono Kazuki)
Сейю: Юріна Амамі
Старша дочка родини Мікадоно з хлоп'ячою зовнішністю. Навчається в Академії Сайка разом зі своїми двома сестрами, кожна з яких досягає успіхів у своїй галузі. Вона — перспективна актриса-вундеркінд, яка вивчає вокальне мистецтво і є зіркою популярного музичного ансамблю. Вона обдарована у своєму мистецтві, має надзвичайно яскраву особистість і величезну гордість.
Мікадоно Ніко (яп. 帝乃 二琥, Mikadono Niko)
Сейю: Аоі Коґа
Середня дочка в сім'ї, яка є найкращою у спортивному відділенні академії. Вона — майстриня бойових мистецтв, яка виграла численні чемпіонати з різних видів єдиноборств. Вона суворо контролює себе і серйозно ставиться до себе. Цікавиться милим одягом та аксесуарами, але уникає їх, бо вважає що вони їй не пасують.
Мікадоно Міва (яп. 帝乃 三和, Mikadono Miwa)
Сейю: Йошіно Аояма
Наймолодша дочка, яка є найкращою в науковому відділенні академії. Вона — талановита професійна гравчиня, яка виграла численні турніри зі шьоґі, ґо та шахів, а також міжнародну математичну олімпіаду. Вона — геній у літературі, яка відмінно навчається з усіх предметів і має IQ понад 180. Вона також дещо злостива.

## Медіа

### Манґа
Написана та ілюстрована Аєю Хіракавою, манґа «Mikadono Sanshimai wa Angai, Choroi» почала виходити в сьонен журналі «Weekly Shōnen Sunday» видавництва Shogakukan 22 грудня 2021 року. Shogakukan зібрало її розділи в окремі томи танкобон. Перший том вийшов 17 березня 2022 року. Станом на 18 березня 2025 року було випущено тринадцять томів.

#### Томи
| №  | Дата виходу     | ISBN                   |
| -- | --------------- | ---------------------- |
| 1  | 17 березня 2022 | ISBN 978-4-09-851038-2 |
| 2  | 15 липня 2022   | ISBN 978-4-09-851152-5 |
| 3  | 18 жовтня 2022  | ISBN 978-4-09-851347-5 |
| 4  | 16 грудня 2022  | ISBN 978-4-09-851490-8 |
| 5  | 16 березня 2023 | ISBN 978-4-09-851774-9 |
| 6  | 18 липня 2023   | ISBN 978-4-09-852126-5 |
| 7  | 18 жовтня 2023  | ISBN 978-4-09-852856-1 |
| 8  | 18 січня 2024   | ISBN 978-4-09-853076-2 |
| 9  | 17 квітня 2024  | ISBN 978-4-09-853222-3 |
| 10 | 18 липня 2024   | ISBN 978-4-09-853436-4 |
| 11 | 18 жовтня 2024  | ISBN 978-4-09-853638-2 |
| 12 | 18 грудня 2024  | ISBN 978-4-09-853810-2 |
| 13 | 18 березня 2025 | ISBN 978-4-09-854022-8 |

### Аніме
У липні 2024 року було оголошено, що манґа отримає екранізацію у форматі аніме-телесеріалу, виробництвом якого займеться Aniplex. Анімацією займатиметься студія P.A. Works, режисером стане Тадахіто Мацубаяші, за композицію серіалу відповідатиме Такая Ікамі, за дизайн персонажів — Юске Іноуе, а музику напише Масару Йокояма. Прем'єра серіалу відбулась на 10 липня 2025 року на Tokyo MX та інших телеканалах.

## Сприйняття
Станом на липень 2024 року тираж манґи становив понад 1 мільйон копій.
Серію було номіновано на премію «Next Manga Award» у друкованій категорії у 2022 році і посіла 15-те місце; у 2023 році в тій самій категорії вона посіла восьме місце. Серія також посіла друге місце в рейтингу «Рекомендовані комікси видавців по всій країні 2023 року».

## Нотатки
1. ↑  Tokyo MX призначив прем'єру серіалу на 9 липня о 24:30, що фактично означає 10 липня о 12:30(ночі) за японським часом[27].